# زارا محمد
زارا محمد (مواليد 1991) هي زعيمة دينية بريطانية تعمل حاليًا كأمين عام للمجلس الإسلامي البريطاني منذ عام 2021. وهي أول امرأة تقود المنظمة في تاريخها.

## تعريف
هاجر أجداد زارا محمد إلى بريطانيا من ملتان، باكستان. ولدت في غلاسكو، اسكتلندا، ودرست في جامعة ستراثكلايد حيث تخرجت بدرجة بيكالوريس الحقوق في قانون حقوق الإنسان. في عام 2016، أصبحت أول امرأة تقود اتحاد الجمعيات الطلابية الإسلامية (FOSIS).
شغلت زارا سابقًا منصب الأمين العام المساعد لمجلس مسلمي بريطانيا (MCB)، وانتُخبت أمينًا عامًا للمنظمة في عام 2021 بعد حصولها على غالبية أصوات المنتسبين على منافسها أجمل مسرور. كانت هذه هي المرة الأولى التي تشغل فيها امرأة هذا المنصب؛ بالإضافة إلى ذلك، كانت زارا أصغر شخص، وكذلك أول اسكتلندي، يخدم في هذا الدور.